# Llista de monuments de Santa Maria d'Oló
Llista de monuments de Santa Maria d'Oló inclosos en l'Inventari del Patrimoni Arquitectònic Català per al municipi de Santa Maria d'Oló (Moianès). Inclou els inscrits en el Registre de Béns Culturals d'Interès Nacional (BCIN) amb la classificació de monuments històrics i els Béns Culturals d'Interès Local (BCIL) de caràcter arquitectònic.
| Monument                                                                              | Protecció    | Estil/època                                     | Localització                                                                 | Coordenades                                          | Codi?         | Imatge |
| ------------------------------------------------------------------------------------- | ------------ | ----------------------------------------------- | ---------------------------------------------------------------------------- | ---------------------------------------------------- | ------------- | --- |
| Castell d'Oló                                                                         | BCIN 1418-MH | Medieval, XVIII                                 | Santa Maria d'Oló                                                            | 41° 52′ 13″ N, 2° 02′ 03″ E / 41.870267°N,2.034171°E | RI-51-0005704 | Castell d'Oló (Santa Maria d'Oló) · Vegeu més fotos d'aquest monument · Carregueu una nova foto d'aquest monument                                   |
| Castell d'Aguiló                                                                      | BCIN 1419-MH |                                                 | Santa Maria d'Oló                                                            | 41° 53′ 34″ N, 2° 01′ 40″ E / 41.892766°N,2.027886°E | RI-51-0005705 | Castell d'Aguiló (Santa Maria d'Oló) · Vegeu més fotos d'aquest monument · Carregueu una nova foto d'aquest monument                                |
| La Torre                                                                              | BCIN 1420-MH | Medieval                                        | Santa Maria d'Oló                                                            | 41° 52′ 14″ N, 2° 02′ 02″ E / 41.870485°N,2.033978°E | RI-51-0005706 | La Torre (Santa Maria d'Oló) · Vegeu més fotos d'aquest monument · Carregueu una nova foto d'aquest monument                                        |
| Església parroquial de Santa Maria d'Oló                                              |              | Gòtic tardà, renaixement XVII                   | Santa Maria d'Oló Nucli antic del poble                                      | 41° 52′ 15″ N, 2° 02′ 03″ E / 41.8707°N,2.03403°E    | IPA-17148     | Església parroquial de Santa Maria d'Oló · Vegeu més fotos d'aquest monument · Carregueu una nova foto d'aquest monument                            |
| Església de l'Assumpció de la Mare de Déu d'Oló, o Església nova de Santa Maria d'Oló |              | XX                                              | Santa Maria d'Oló Pl. Sant Antoni Maria Claret                               | 41° 52′ 27″ N, 2° 02′ 09″ E / 41.874123°N,2.035759°E | IPA-17150     | Església de l'Assumpció de la Mare de Déu d'Oló (Santa Maria d'Oló) · Vegeu més fotos d'aquest monument · Carregueu una nova foto d'aquest monument |
| Cal Manant                                                                            |              | Noucentisme XX                                  | Santa Maria d'Oló C. Sant Antoni, 17                                         | 41° 52′ 18″ N, 2° 02′ 07″ E / 41.871799°N,2.035222°E | IPA-17151     | Carregueu una nova foto d'aquest monument |
| Teléfonos, antiga casa del propietari de la fàbrica M. López                          |              | Noucentisme XX                                  | Santa Maria d'Oló Av. Manuel López, 4                                        | 41° 52′ 27″ N, 2° 02′ 06″ E / 41.874109°N,2.035123°E | IPA-17152     | Carregueu una nova foto d'aquest monument |
| Centre Recreatiu                                                                      |              | Noucentisme XX                                  | Santa Maria d'Oló Av. Manuel López, 2                                        | 41° 52′ 27″ N, 2° 02′ 07″ E / 41.874078°N,2.035214°E | IPA-17153     | Carregueu una nova foto d'aquest monument |
| Cal Ton Soca, o Cal Manel                                                             |              | Obra popular XVII                               | Santa Maria d'Oló Pl. Major, 4                                               | 41° 52′ 15″ N, 2° 02′ 04″ E / 41.870850°N,2.034524°E | IPA-17154     | Carregueu una nova foto d'aquest monument |
| Masia Rocabruna, o Torrebruna                                                         |              | Eclecticisme Eduard Balcells i Beiges XX (1919) | Santa Maria d'Oló Ctra. Estany-Oló, km 13 camí a mà dreta, a 1 km            | 41° 54′ 02″ N, 2° 06′ 53″ E / 41.900497°N,2.114661°E | IPA-17156     | Masia Rocabruna (Santa Maria d'Oló) · Vegeu més fotos d'aquest monument · Carregueu una nova foto d'aquest monument                                 |
| Mas Vilanova                                                                          |              | Obra popular XVII                               | Santa Maria d'Oló Ctra. l'Estany-Oló, km 16 camí a l'esquerra                | 41° 53′ 29″ N, 2° 04′ 54″ E / 41.891355°N,2.081650°E | IPA-17157     | Carregueu una nova foto d'aquest monument |
| Cal Mas                                                                               |              | Obra popular XVI, XVIII                         | Santa Maria d'Oló C. de França, 4                                            | 41° 52′ 13″ N, 2° 02′ 03″ E / 41.870345°N,2.034163°E | IPA-17158     | Carregueu una nova foto d'aquest monument |
| La Rodoreda                                                                           |              | Renaixement XVII                                | Santa Maria d'Oló Al sud-est de Santa Maria d'Oló                            | 41° 52′ 00″ N, 2° 03′ 29″ E / 41.866634°N,2.058055°E | IPA-17159     | La Rodoreda (Santa Maria d'Oló) · Vegeu més fotos d'aquest monument · Carregueu una nova foto d'aquest monument                                     |
| Mas Rojans                                                                            |              | Obra popular XVI                                | Santa Maria d'Oló Al sud d'Oló a la parròquia de Sant Joan                   | 41° 50′ 56″ N, 2° 01′ 48″ E / 41.848933°N,2.030121°E | IPA-17160     | Mas Rojans (Santa Maria d'Oló) · Vegeu més fotos d'aquest monument · Carregueu una nova foto d'aquest monument                                      |
| Masia Turigues, o Masia Torigues                                                      |              | Obra popular XVII                               | Santa Maria d'Oló Camí vell d'Oló a Moià, al sud-est del terme               | 41° 51′ 54″ N, 2° 03′ 03″ E / 41.865053°N,2.050909°E | IPA-17161     | Masia Turigues (Santa Maria d'Oló) · Vegeu més fotos d'aquest monument · Carregueu una nova foto d'aquest monument                                  |
| Creu de terme del Cementiri de Sant Joan d'Oló                                        |              | Gòtic tardà XV                                  | Santa Maria d'Oló Cementiri de Sant Joan d'Oló                               | 41° 50′ 51″ N, 2° 00′ 17″ E / 41.847383°N,2.004731°E | IPA-17162     | Creu de terme del Cementiri de Sant Joan d'Oló (Santa Maria d'Oló) · Vegeu més fotos d'aquest monument · Carregueu una nova foto d'aquest monument  |
| Mas Sau                                                                               |              | Gòtic, Obra popular XV, XVIII                   | Santa Maria d'Oló Prop de la masia de Can Rujans                             | 41° 50′ 43″ N, 2° 02′ 27″ E / 41.8452°N,2.0409°E     | IPA-17163     | Mas Sau (Santa Maria d'Oló) · Vegeu més fotos d'aquest monument · Carregueu una nova foto d'aquest monument                                         |
| Fàbrica de la Sauleda, antiga Fàbrica Borràs                                          |              | Modernisme Ignasi Mas i Morell XX               | Santa Maria d'Oló A tocar el poble, al sud-est                               | 41° 52′ 21″ N, 2° 02′ 13″ E / 41.872527°N,2.036881°E | IPA-17164     | Fàbrica de la Sauleda (Santa Maria d'Oló) · Vegeu més fotos d'aquest monument · Carregueu una nova foto d'aquest monument                           |
| Barraca del Tomàs, barraca de vinya                                                   |              | Obra popular XIX                                | Santa Maria d'Oló A 300 m. del mas Pardols                                   | 41° 52′ 58″ N, 2° 03′ 04″ E / 41.88279°N,2.05122°E   | IPA-17165     | Carregueu una nova foto d'aquest monument |
| Mas Pardols, o Mas Perdols                                                            |              | Obra popular, renaixement XVI                   | Santa Maria d'Oló Ctra. Súria-Vic, km 20 camí dreta, a 1 km escàs            | 41° 53′ 00″ N, 2° 02′ 50″ E / 41.883218°N,2.047182°E | IPA-17166     | Carregueu una nova foto d'aquest monument |
| Mas l'Alberch, o Mas l'Auberc                                                         |              | Obra popular XVII                               | Santa Maria d'Oló Ctra. Súria-Vic, km 20 camí a la dreta                     | 41° 52′ 46″ N, 2° 02′ 39″ E / 41.879570°N,2.044205°E | IPA-17167     | Carregueu una nova foto d'aquest monument |
| Masia Altimires                                                                       |              | Gòtic, renaixement XVI, XIX                     | Santa Maria d'Oló Ctra. Gironella-Vic, km 23,5 camí a la dreta               | 41° 51′ 58″ N, 2° 00′ 41″ E / 41.866181°N,2.011314°E | IPA-17168     | Carregueu una nova foto d'aquest monument |
| Mas de la Riera                                                                       |              | Obra popular XVIII                              | Santa Maria d'Oló Ctra. Gironella a Vic, km 26,8 camí a la dreta             | 41° 50′ 34″ N, 1° 59′ 13″ E / 41.842903°N,1.986829°E | IPA-17169     | Mas de la Riera (Santa Maria d'Oló) · Vegeu més fotos d'aquest monument · Carregueu una nova foto d'aquest monument                                 |
| Mas Vilagú                                                                            |              | Gòtic, Obra popular XVII                        | Santa Maria d'Oló Prop del mas Sau                                           | 41° 51′ 03″ N, 2° 03′ 06″ E / 41.850866°N,2.051592°E | IPA-17171     | Carregueu una nova foto d'aquest monument |
| Mas Torroella                                                                         |              | Obra popular XVI                                | Santa Maria d'Oló Ctra. a Sant Feliu, km 61 camí a la dreta, a 4 km          | 41° 54′ 35″ N, 2° 01′ 14″ E / 41.909844°N,2.020609°E | IPA-17172     | Carregueu una nova foto d'aquest monument |
| Mas Montcabrer                                                                        |              | XIV                                             | Santa Maria d'Oló Ctra. Moià-Oló, km 15-16 trencall mà esquerre, a uns 400 m | 41° 53′ 49″ N, 2° 05′ 41″ E / 41.896843°N,2.094789°E | IPA-17173     | Carregueu una nova foto d'aquest monument |
| Mas Bujons                                                                            |              | Gòtic, obra popular XIV                         | Santa Maria d'Oló Ctra. Moià-Oló, km 17 trencall mà dreta                    | 41° 54′ 26″ N, 2° 05′ 12″ E / 41.907328°N,2.086645°E | IPA-17174     | Carregueu una nova foto d'aquest monument |
| Mas del Ciuró                                                                         |              | Gòtic, renaixement XV                           | Santa Maria d'Oló Ctra. Gironella-Vic, km 21,5 camí a l'esquerra, a 2 km.    | 41° 53′ 31″ N, 2° 01′ 29″ E / 41.892041°N,2.024732°E | IPA-17175     | Carregueu una nova foto d'aquest monument |
| Forn de calç de la Riera                                                              |              | Obra popular XVIII                              | Santa Maria d'Oló Al peu del camí d'anar al mas de la Riera                  |                                                      | IPA-17176     | Carregueu una nova foto d'aquest monument |
| Masia de Cal Sant Miquel                                                              |              | Obra popular XVIII                              | Santa Maria d'Oló                                                            | 41° 52′ 26″ N, 2° 04′ 12″ E / 41.873751°N,2.070137°E | IPA-17177     | Masia de Cal Sant Miquel (Santa Maria d'Oló) · Vegeu més fotos d'aquest monument · Carregueu una nova foto d'aquest monument                        |
| Capella de Sant Miquel d'Oló                                                          |              | Romànic XII                                     | Santa Maria d'Oló Prop del serrat del Guix                                   | 41° 52′ 26″ N, 2° 04′ 11″ E / 41.873792°N,2.069739°E | IPA-17178     | Capella de Sant Miquel d'Oló (Santa Maria d'Oló) · Vegeu més fotos d'aquest monument · Carregueu una nova foto d'aquest monument                    |
| Església de Sant Jaume de Vilanova                                                    |              | Romànic XI                                      | Santa Maria d'Oló Adossat al mas Vilanova                                    | 41° 53′ 29″ N, 2° 04′ 55″ E / 41.891378°N,2.082059°E | IPA-17180     | Església de Sant Jaume de Vilanova (Santa Maria d'Oló) · Vegeu més fotos d'aquest monument · Carregueu una nova foto d'aquest monument              |
| Església de Sant Feliu de Terrassola, o Església de Sant Feliuet                      |              | Romànic XI                                      | Santa Maria d'Oló Ctra. Avinyó-Vic, km 12 trencall mà esquerra               | 41° 53′ 40″ N, 2° 06′ 08″ E / 41.894539°N,2.102199°E | IPA-17181     | Església de Sant Feliu de Terrassola (Santa Maria d'Oló) · Vegeu més fotos d'aquest monument · Carregueu una nova foto d'aquest monument            |
| Rectoria de Sant Feliuet de Terrassola                                                |              | Barroc XVI, XX                                  | Santa Maria d'Oló Ctra. de Moià a Oló, km 12 camí a l'esquerra               | 41° 53′ 40″ N, 2° 06′ 08″ E / 41.894540°N,2.102088°E | IPA-17184     | Rectoria de Sant Feliuet de Terrassola (Santa Maria d'Oló) · Vegeu més fotos d'aquest monument · Carregueu una nova foto d'aquest monument          |
| Masia la Rovirasa                                                                     |              | Obra popular X                                  | Santa Maria d'Oló Camí del mas Rodoreda, passada la masia de Cal St. Miquel  | 41° 52′ 54″ N, 2° 04′ 55″ E / 41.881753°N,2.081862°E | IPA-17185     | Carregueu una nova foto d'aquest monument |
| Església de Sant Vicenç de Vilarassau                                                 |              | Romànic XI                                      | Santa Maria d'Oló Prop del Mas de Sau                                        | 41° 50′ 44″ N, 2° 02′ 30″ E / 41.845441°N,2.041659°E | IPA-17187     | Església de Sant Vicenç de Vilarassau (Santa Maria d'Oló) · Vegeu més fotos d'aquest monument · Carregueu una nova foto d'aquest monument           |
| Església de Santa Creu de la Plana                                                    |              | Romànic XII                                     | Santa Maria d'Oló Molt a prop del mas la Plana                               | 41° 50′ 58″ N, 2° 00′ 43″ E / 41.849419°N,2.011833°E | IPA-17188     | Església de Santa Creu de la Plana (Santa Maria d'Oló) · Vegeu més fotos d'aquest monument · Carregueu una nova foto d'aquest monument              |
| La Plana                                                                              |              | XIX                                             | Santa Maria d'Oló Molt a prop de l'església de Santa Creu de la Plana        | 41° 50′ 54″ N, 2° 00′ 40″ E / 41.848380°N,2.010985°E | IPA-17189     | La Plana (Santa Maria d'Oló) · Vegeu més fotos d'aquest monument · Carregueu una nova foto d'aquest monument                                        |
| Mas Rocafort                                                                          |              | Barroc XVII                                     | Santa Maria d'Oló Ctra. Estany a Oló, km 13 a mà dreta                       | 41° 54′ 02″ N, 2° 06′ 28″ E / 41.900452°N,2.107680°E | IPA-17190     | Mas Rocafort (Santa Maria d'Oló) · Vegeu més fotos d'aquest monument · Carregueu una nova foto d'aquest monument                                    |
| Església de Sant Joan d'Oló, o Església de Sant Joan Vell                             |              | Romànic XI                                      | Santa Maria d'Oló Prop del mas Armenteres                                    | 41° 51′ 05″ N, 1° 59′ 49″ E / 41.851421°N,1.997047°E | IPA-17191     | Carregueu una nova foto d'aquest monument |
| Comunidor de Sant Joan d'Oló                                                          |              | Obra popular XVIII                              | Santa Maria d'Oló Davant la rectoria de Sant Joan                            | 41° 50′ 50″ N, 2° 00′ 16″ E / 41.847220°N,2.004478°E | IPA-17192     | Comunidor de Sant Joan d'Oló (Santa Maria d'Oló) · Vegeu més fotos d'aquest monument · Carregueu una nova foto d'aquest monument                    |
| Església de Sant Joan d'Oló, o Sant Joan Nou                                          | BCIL 2002    | Gòtic tardà XVII                                | Santa Maria d'Oló Prop del mas de la Plana                                   | 41° 50′ 51″ N, 2° 00′ 16″ E / 41.847519°N,2.004528°E | IPA-17193     | Església de Sant Joan d'Oló (Santa Maria d'Oló) · Vegeu més fotos d'aquest monument · Carregueu una nova foto d'aquest monument                     |
| Molí del Pla I                                                                        |              | Obra popular                                    | Santa Maria d'Oló A tocar de la riera del Molí                               |                                                      | IPA-46334     | Carregueu una nova foto d'aquest monument |
| Molí del Pla II                                                                       |              | Obra popular XVIII                              | Santa Maria d'Oló A tocar de la riera del Molí                               |                                                      | IPA-46336     | Carregueu una nova foto d'aquest monument |